# La sfinge rossa
La sfinge rossa è un romanzo storico di Alexandre Dumas padre, pubblicato a puntate sulla rivista Les Nouvelles, dall'ottobre 1865 al marzo 1866, col titolo Le Comte de Moret. In volume, col titolo Le Sphinx Rouge, il libro è uscito solo nel 1946. Le traduzioni conosciute hanno utilizzato sia il titolo Le comte de Moret, sia, più numerose, il titolo Le sphinx rouge.

## Storia editoriale
Il romanzo, col titolo Le Comte de Moret, fu pubblicato a puntate dal 17 ottobre 1865 al 23 marzo 1866. Jules Noriac, direttore della rivista «Les Nouvelles» aveva richiesto a Dumas un romanzo storico. L'autore scelse il periodo di Luigi XIII di Francia e del Cardinale di Richelieu, facendo iniziare il suo romanzo da dove si conclude l'impresa de I tre moschettieri, ossia dalla presa de La Rochelle. Però, come specificò all'editore: «... di moschettieri – permettete, caro direttore, che lo confidi al pubblico - qui non si parla affatto.».
Solo nel 1946 il libro vide la luce in volume. Il ritrovamento di un manoscritto di Dumas è alla base di questo evento. Sempre in questa occasione, il titolo fu mutato in Le Sphinx Rouge, in ragione del fatto che la storia del conte di Moret (un fratellastro legittimato di Luigi XIII) appariva quasi un pretesto per celebrare un protagonista ben definito: il Cardinale di Richelieu. Il mantenimento di questo secondo titolo riguarda anche l'edizione italiana, frutto di una collazione tra le puntate pubblicate da Dumas e il manoscritto (che si presenta ridotto di un quarto rispetto al testo a puntate, ma ha numerose integrazioni di cui tenere conto).

## La situazione storica
Le vicende storiche prendono inizio in Francia, dalla presa definitiva de La Rochelle (28 ottobre 1628). Luigi XIII e il Cardinale di Richelieu devono affrontare la crisi avvenuta con l'estinzione del ramo maschile dei Gonzaga di Mantova. L'ultimo duca aveva stabilito il matrimonio tra la sua unica figlia e il parente più prossimo in linea maschile, Carlo di Nevers. Non essendo gradito alla Spagna e soprattutto all'Austria l'insediamento di un francese a Mantova, si profilava una guerra che infatti scoppiò nel 1629. Inoltre il Ducato di Mantova comprendeva anche il Monferrato, unità territoriale staccata e lontana, che entrava tanto nelle mire degli spagnoli occupanti della Lombardia, quanto in quelle della Casa Savoia.
Nella preparazione di questa guerra d'Italia, a corte si sviluppavano numerose trame volte a scalzare il Cardinale, togliendogli il favore del re (che però si fidava più del suo ministro che dei suoi famigliari). Inoltre la regina madre, Maria de' Medici cercava con ogni mezzo di favorire il secondo fratello del re, Gastone d'Orléans, sperando di vederlo regnare. In questi disegni la regina madre cercò l'appoggio della regina Anna, moglie di Luigi, nonché di grandi feudatari, quali il duca Carlo I di Guisa.
Anche l'inizio della guerra in Italia provocava lo scontento della corte, per l'assegnazione dei ruoli militari e le ricompense in caso di vittoria. Il re e il Cardinale vollero condurre la guerra personalmente, togliendo a Gastone la possibilità di emergere. Per finire, il passaggio delle Alpi impegnò l'esercito francese a vincere la resistenza del Duca di Savoia Carlo Emanuele I, che non seppe difendere Susa.

## Trama
Dicembre 1628: da poco terminata la campagna militare contro La Rochelle, il re Luigi XIII e il Cardinale di Richelieu sono a Parigi. Il Cardinale vuole far scrivere una tragedia ideata da lui: Mirame, e ha convocato i più brillanti ingegni dell'epoca. Invece il re è sempre in preda al malumore, consapevole che le donne della famiglia reale, la Regina Anna sua moglie e la Regina madre Maria de' Medici sperano di vederlo scavalcato dal fratello minore Gastone.
Proprio allora, Latil, un sicario di professione rifiuta di compiere un attentato ai danni del conte di Moret, figlio legittimato del precedente re Enrico IV. Gravemente ferito, Latil si confessa e dichiara di sapere chi sono i mandanti dell'uccisione di Enrico IV, per mano del fanatico Ravaillac. Grazie al suo insuperabile sistema di spionaggio, il Cardinale prende l'uomo sotto la sua protezione e inizia un'indagine sui fatti passati.
Si scopre così che una gentildonna, che aveva avvisato Enrico di quanto lo aspettava, è stata segregata e quindi murata viva in un convento. Gli uomini del Cardinale giungono in tempo a salvarle la vita, ma la donna non basta da sola a chiarire il mistero e deve essere protetta da eventuali ritorsioni da parte di chi ha già incrudelito contro di lei. Perciò si inscena una morte e la si mette al sicuro.
Frattanto a Corte si specula sulla possibile morte del re, che è senza figli, e si complotta per allontanare il Cardinale. Questi, deciso a dimostrare al re quanto gli è necessario, dà inopinatamente le dimissioni. Costretto a prenderne il posto, Luigi si fida solo di se stesso e comprende quale potere abbia il Cardinale su persone di ogni estrazione, che lo servono con piacere e come un benefattore. Così il terzo giorno, il re prega il Cardinale di ritornare in servizio.
Allora il Cardinale mette al corrente il re dell'indagine che sta compiendo e scopre che Luigi ha con sé da dieci anni la prova definitiva, la confessione scritta del pazzo Ravaillac. Dunque il re ha sempre saputo che la madre, con il favorito del momento, ha armato l'assassino del marito. Eppure Luigi non vuole punire i familiari per questo e le conseguenti loro trame, anzi asseconda le loro esose richieste e si fa passare per un debole.
Così re e cardinale preparano la campagna d'Italia, riuscendo a estromettere il fratello del re, Gastone. Affidano tutte le cariche militari a persone di loro gradimento e partono per la guerra. Con loro, il conte Antonio di Moret, descritto come fedelissimo al fratellastro. Egli, abile nell'arte del travestimento, gioca un ruolo fondamentale nella ricerca di passaggi sulle Alpi e, dopo lo sfondamento a Susa, si introduce nella cittadella di Pinerolo e induce la moglie del governatore a convincere il marito ad arrendersi. L'operazione ha esito positivo, in quanto il comandante di Pinerolo è in dissidio col suo signore, Carlo Emanuele I di Savoia.
La strada per l'Italia è aperta, i Savoia sono sconfitti. il cardinale continua la campagna, mentre il re torna a corte e con lui Moret. Il re non ama la regina, perché spagnola, ma questa si pone il problema della successione, in quanto se il re morisse senza figli, cercherebbero di farle sposare Gastone, che detesta. Perciò tenterà di risvegliare nel re l'amore per una donna, per aiutarlo a riavvicinarsi a lei. E Moret forse sostituirà nel cuore di Anna la memoria del defunto Duca di Buckingham.

## Personaggi storici
I personaggi qui citati hanno un ruolo attivo nel romanzo.
Vi sono continui riferimenti alla situazione politica europea del tempo, perciò alle monarchie di Spagna, Austria, Svezia, al Papato; più sporadici alla monarchia d'Inghilterra.
- Armand-Jean du Plessis de Richelieu;
- Luigi XIII di Francia;
- Anna d'Asburgo (1601-1666) - Regina di Francia;
- Maria de' Medici - Regina madre di Francia;
- Gastone d'Orléans - detto Monsieur, il fratello secondogenito del re;
- Carlo Emanuele I di Savoia- Regnante sul Piemonte;
- Vittorio Amedeo I di Savoia - figlio di Carlo Emanuele I, principe ereditario;
- Maria Cristina di Francia - Sorella di Luigi XIII e di Monsieur, sposa di Vittorio Amedeo I di Savoia;
- Maria Gonzaga - Legittima erede del Ducato di Mantova; sposa di Carlo di Gonzaga-Nevers;
- Carlo I di Guisa;
- Enrico II di Montmorency;
- Antonio di Borbone, conte de Moret - figlio naturale e legittimato del re Enrico IV di Francia, fratellastro del re;
- François de Baradas - paggio, favorito di Luigi XIII;
- Claude de Rouvroy de Saint-Simon - paggio, favorito di Luigi XIII dopo Baradas;

## Edizione italiana
- A. Dumas, La Sfinge Rossa, trad. di Gabriella Mezzanotte, Introduzione di Mariolina Bongiovanni Bertini, a cura di Radu Portocala Collana I Meridiani paperback, Milano, Mondadori, 2014, ISBN 978-88-046-4120-9, pp.XVIII-687.